# Dust My Broom
Dust My Broom är en blueslåt ursprungligen inspelad under titeln "I Believe I'll Dust My Broom" av Robert Johnson, bluessångaren och gitarristen från Mississippi, 23 november 1936 i San Antonio, Texas. Den släpptes som en stenkaka på Vocalion Records. Det var Johnsons andra inspelning (efter "Kind Hearted Woman Blues").
Det finns totalt 29 låtar inspelade av Robert Johnson, mannen som enligt legenden sålde sin själ till djävulen, i korsningen av landsvägarna Route 61 och 49, i syfte att bli den största bluesmusikern någonsin.

## Kända coverversioner
- 1952 : Elmore James som spelade in den under namnet Elmo James & His Broomdusters
- 1965 : The Yardbirds som "Dust My Blues" på albumet Live at BBC
- 1965 : Otis Spann på albumet The Blues Never Die!
- 1966 : J. B. Hutto på albumet Master of Modern Blues'
- 1966 : Spencer Davis Group som "Dust My Blues" på albumet Autumn '66
- 1966 : Ike and Tina Turner
- 1967 : Rising Sons (Taj Mahal och Ry Cooder)
- 1967 : Eddie Boyd med Peter Green
- 1967 : Canned Heat på albumet Canned Heat
- 1967 : John Mayall & the Bluesbreakers med Peter Green som "Dust My Blues" på albumet A Hard Road
- 1968 : Fleetwood Mac på albumet Mr Wonderful
- 1969 : Luther Allison på albumet Love me mama
- 1970 : John Littlejohn på albumet Bottleneck Blues
- 1971 : Freddie King på albumet Getting Ready
- 1976 : Hound Dog Taylor på albumet Beware of the dog
- 1979 : ZZ Top på albumet Degüello
- 1982 : Willcox på albumet "black album"
- 1983 : James Cotton på albumet My Foundation
- 1985 : Dr. Feelgood (band) på albumet Mad Man Blues
- 1992 : Ben Harper på albumet Pleasure and Pain
- 2004 : Etta James
- 2006 : Steven Seagal på albumet Mojo Priest
- 2008 : Cassandra Wilson på albumet Loverly
- 2009 : Melinda Doolittle på albumet Coming Back to You
- 2010 : Lucky Peterson på albumet You Can Always Turn Around
- 2011 : Carolyn Wonderland på albumet Peace Meal